# Озерки (Приморское городское поселение)
Озерки (до 1948 года Сейвястё, фин. Seivästö) — посёлок в Приморском городском поселении Выборгского района Ленинградской области.

## Название
Топоним Сейвястё в дословном переводе на русский язык означает «жердь, шест или вешка». Согласно местной легенде первые жители деревни основали своё поселение возле ручья Мустаоя, окружив его частоколом как крепость, а вокруг построили еще и хворостяную изгородь, которую и называли Сейвястё.
В 1947 году перед колхозниками местного рыболовецкого колхоза «Победитель» (позднее колхоз «им. В. И. Ленина») была поставлена задача переименовать деревню. На колхозном собрании деревне выбрали новое название Октябрьская (другой вариант был — Берёзовка). 15 июля 1947 года исполком Йокильского сельсовета своим решением утвердил его. Но в комиссии по переименованию название Октябрьская отдали деревне Местеръярви, которая незадолго до этого получила наименование Озерки, а название Озерки присвоили деревне Сейвястё.
Переименование было закреплено указом Президиума ВС РСФСР от 13 января 1949 года.

## История
Первое упоминание о деревне Сейвястё относится к 1544 году. Тогда селение состояло из 13 налогооблагаемых крестьянских дворов.
Древнейшими обитателями деревни, упоминавшимися в 1559 году, были Матти Хомманен, Суни Пейппонен и Юхо Рийкканен. Спустя 11 лет к ним прибавились Ханну Кауппи и Йонас Пекрейнен. В 1570 году в деревне насчитывалось 14 платёжеспособных и 21 неплатёжеспособное хозяйство. В 1600 году в ней насчитывалось 9 налогооблагаемых дворов, 5 ненаселённых и 8 освобождённых от уплаты налогов хозяйств.
В 1635 году упоминались жители деревни Сипи и Кристиан Ранки.
В годы Северной войны число крестьянских имений сократилось до четырех, а общая численность населения деревни в 1723 году составила 23 человека. К 1810 году количество жителей увеличилось до 311 человек.
В 1872 году близ деревни на мысе Стирсудден был построен одноимённый маяк.
В конце XIX века местность в окрестностях деревни стала активно осваиваться русскими дачниками. Близ маяка Стирсудден в начале века поселилась семья профессора Книповича, на даче которого в 1907 году гостил В. И. Ленин.

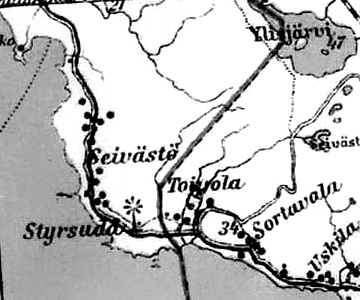
Деревня Сейвястё на финской карте 1923 года

Первая народная школа в волости Куолемаярви открылась в деревне Сейвястё в 1878 году. Начальная школа начала действовать в 1930 году. В 1933 году было построено третье школьное здание.
Согласно проведенной в 1938 году описи частного имущества деревня насчитывала 143 жилых дома.
До 1939 года деревня Сейвястё входила в состав волости Куолемаярви Выборгской губернии Финляндской республики. Перед войной Сейвястё была самой большой деревней волости, в ней проживало около тысячи человек.
С 1 июля 1941 года по 31 мая 1944 года финская оккупация.
В 1944 году в деревню Сейвястё начали прибывать советские переселенцы, которые организовали рыболовецкий колхоз «Победитель». Позднее колхоз был укрупнён и получил название «им. В. И. Ленина».
С 13 января 1949 года деревня Сейвястё учитывается административными данными, как деревня Озерки.
Согласно административным данным 1966 и 1973 годов посёлок назывался Озерки и находился в составе Рябовского сельсовета.
По данным 1990 года посёлок Озерки находился в составе Краснодолинского сельсовета.
В 1997 году в посёлке Озерки Краснодолинской волости проживали 70 человек, в 2002 году — 115 человек (русские — 95 %).
В 2007 году в посёлке Озерки Приморского ГП проживали 36 человек, в 2010 году — 100 человек.

## География
Посёлок расположен в юго-западной части района на автодороге 41А-082 (Зеленогорск — Выборг).
Расстояние до административного центра поселения — 26 км.
Расстояние до ближайшей железнодорожной станции Куолемаярви — 18 км. 
Посёлок находится на берегу Финского залива.

### Климат
| Показатель              | Янв. | Фев. | Март | Апр. | Май | Июнь | Июль | Авг. | Сен. | Окт. | Нояб. | Дек. | Год |
| ----------------------- | ---- | ---- | ---- | ---- | --- | ---- | ---- | ---- | ---- | ---- | ----- | ---- | --- |
| Средняя температура, °C | −5,2 | −5,9 | −2,4 | 3,3  | 9,7 | 14,8 | 18,1 | 16,9 | 12,1 | 6,2  | 1,1   | −2,4 | 5,6 |
| Норма осадков, мм       | 54   | 44   | 45   | 38   | 42  | 67   | 61   | 88   | 63   | 75   | 72    | 65   | 716 |
| Источник:               |      |      |      |      |     |      |      |      |      |      |       |      |     |

## Демография
| 2007 | 2010 | 2017 | 2021 |
| ---- | ---- | ---- | ---- |
| 36   | ↗100 | ↘43  | ↗321 |

## Памятники
В посёлке находится Братская могила советских воинов, погибших в годы Советско-финляндской войны (1939—1940). Среди других воинов здесь похоронен Герой Советского Союза Александр Васильевич Шилов (1915—1940).

## Фото

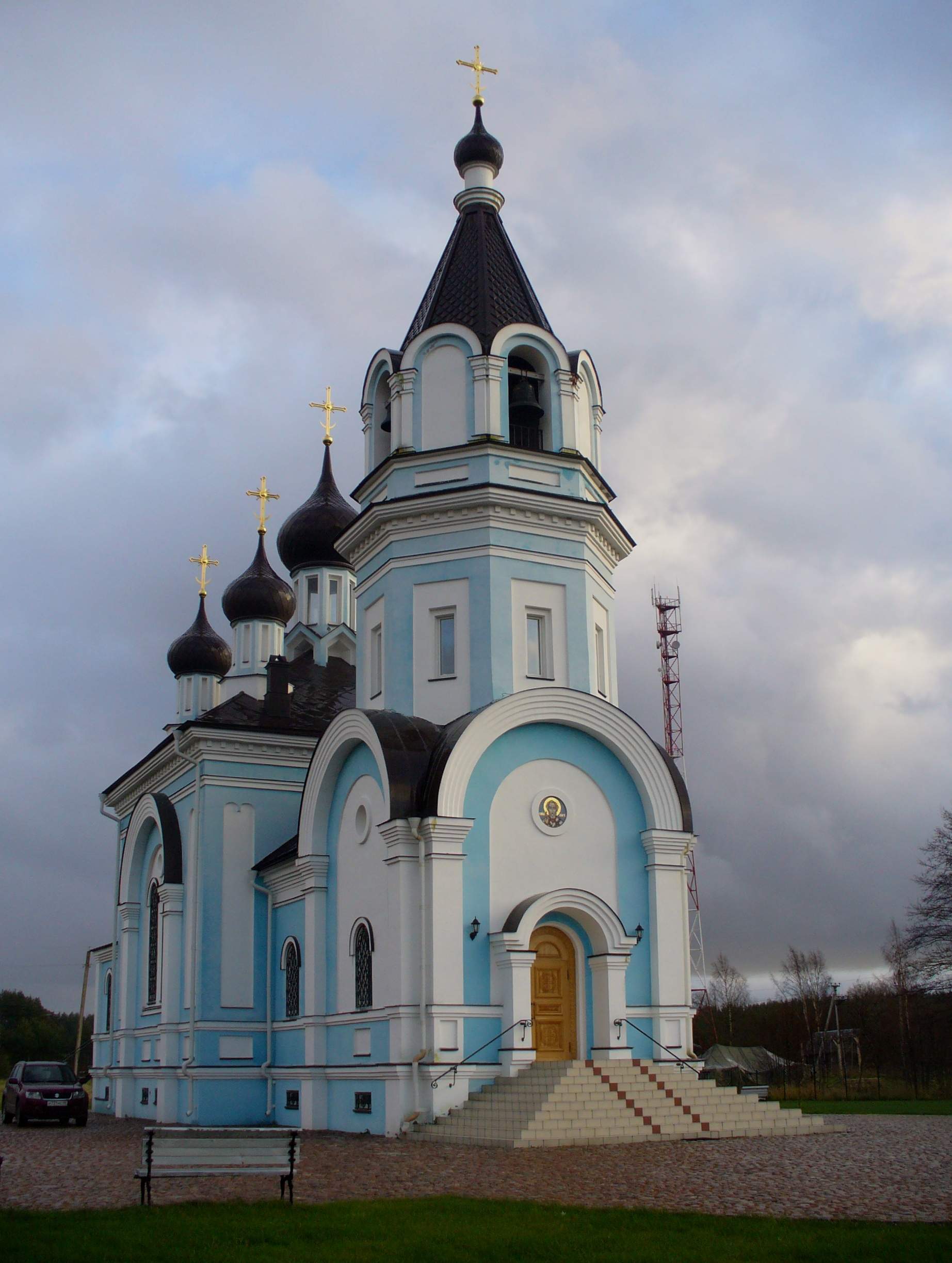
Церковь Николая Чудотворца. 2008 год

## Улицы
Верхняя, Дубковая, Жердянская, Загородная, Заставская, Зябликовый переулок, Зябликовый проезд, Каменная, Крайняя, Кувшинный проезд, Лесная, проезд Лососинка, Лощинный переулок, Луговая, Лучистая, Маячная, Мостовая, Песчаный проезд, Приморское шоссе, Разинская, Ручейный проезд, Ручейный переулок, Рябовский проезд, Степановский проезд.